# Mo Nunn

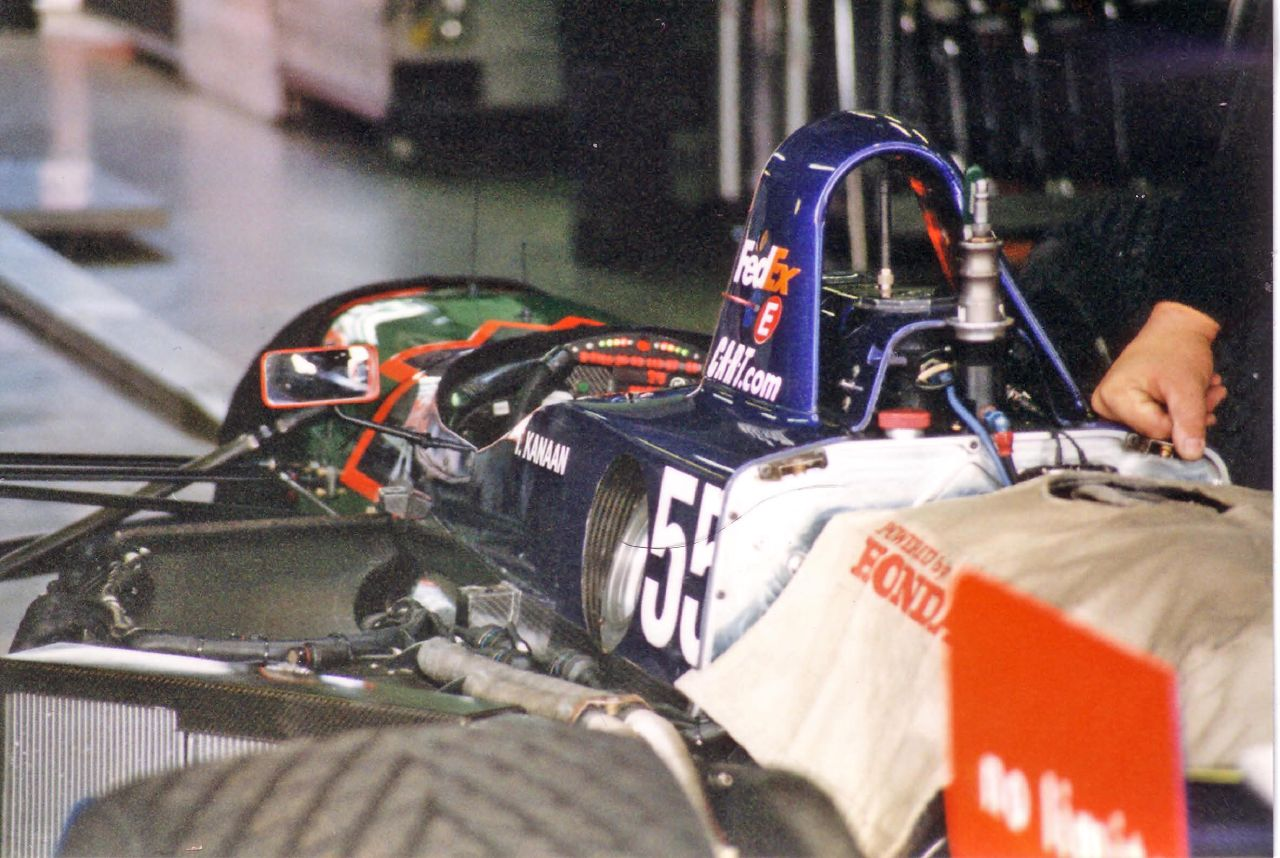
Tony Kanaans Champ-Car-Wagen von Mo Nunn

Morris „Mo“ Nunn (* 27. September 1938 in Walsall, England; † 18. Juli 2018 in Tucson, Vereinigte Staaten) war ein britischer Ingenieur. Er war Besitzer des Teams Ensign in der Formel 1 und galt als einer der anerkanntesten Team-Besitzer in der US-amerikanischen Champ-Car-Serie.

## Leben

### Anfänge im Motorsport
Nunn kam mit dem Rennsport in Kontakt, als er in einem Ausstellungsraum eines Autohändlers einen Cooper-Climax sah und diesen kaufte. In den Jahren 1963 und 1964 sammelte er mit seinem Cooper und einem Lotus-Sportwagen erste Erfahrungen im Motorsport. 1965 gründete er mit Partner Bernard Lewis ein eigenes Team, Lewis-Nunn Racing, und stieg auf einem Lotus in die britische Formel 3 ein. Nunn gewann sein erstes Formel-3-Rennen in Mallory Park. Nach weiteren Erfolgen trat er noch im gleichen Jahr auf europäischer Ebene an und konnte einen vierten Platz belegen. 1967 fuhr Nunn in einem privaten Lotus 41, gewann mehrere Rennen und konnte sich Sponsorgelder sichern, mit denen er die Saison 1968 bestreiten konnte. 1969 verpflichtete ihn Team Lotus für die Formel 3 und gelegentliche Einsätze in der Formel 2. Ende des Jahres versuchte sich Nunn in der Formel 5000, scheiterte jedoch und entschied sich für eine Laufbahn als Fahrzeug-Entwickler.
Seinen ersten Formel-3-Rennwagen, den LNF1, baute Nunn 1970 in der Garage hinter seinem Haus in Walsall. Der Wagen belegte bei seinem Debüt im März 1971 in Brands Hatch beim ersten Saisonlauf der britischen Formel-3-Meisterschaft mit Bev Bond am Steuer den zweiten Platz. Die beiden folgenden Rennen konnten gewonnen werden und Nunn begann mit dem Verkauf seiner Wagen an andere Teams. Aufgrund der Erfolge im ersten Jahr fanden sich viele Interessenten für die Saison 1972. Der von Nunns Ensign-Team in der Formel 3 eingesetzte LNF3 konnte Rennen gewinnen, der LNF2 blieb in der Formel 2 jedoch ohne Erfolge.

### Formel 1
Ende 1972 beauftragte Rikky von Opel, ein Nachfahre Adam Opels und Formel-3-Fahrer im Ensign-Team, Mo Nunn mit dem Bau eines Wagens für die Formel 1. Dave Baldwin schloss sich Nunns Team an, um die Formel-3-Wagen zu betreuen, und Nunn selbst entwickelte den N173 für die oberste Motorsportklasse. Der Wagen debütierte beim Großen Preis von Frankreich 1973 und wurde in dieser Saison bei sechs weiteren Rennen eingesetzt, konnte jedoch keinen nennenswerten Erfolg einfahren. Für 1974 entwickelte Nunn den Wagen weiter, von Opel kehrte Ensign jedoch den Rücken und wechselte zu Brabham.
Nunn war mit seinem Ensign-Team bis 1983 in der Formel 1 vertreten. 1980 hatte Clay Regazzoni beim Großen Preis der USA mit Nunns Wagen einen Unfall, bei dem er sich so schwere Wirbelverletzungen zuzog, dass er seitdem querschnittgelähmt war. Das beste Ergebnis für Ensign konnte Marc Surer in der Saison 1981 mit einem vierten Platz beim brasilianischen Grand Prix einfahren.

### Champ Car und Indy Racing League
Nunn verkaufte sein Formel-1-Team schließlich an Teddy Yip und ging in die Vereinigten Staaten, um mit Roberto Guerrero im Bignotti-Cotter-Team in der Champ-Car-Serie anzutreten. Nach einigen Jahren bei Newman/Haas Racing wechselte Nunn 1989 zu Patrick Racing und betreute Emerson Fittipaldi bei dessen Sieg bei den 500 Meilen von Indianapolis und beim Gewinn der Champ-Car-Meisterschaft. 1992 ging Nunn zu Ganassi Racing, wo er als Chef-Ingenieur vier aufeinanderfolgende Titel mit den Fahrern Jimmy Vasser (1996), Alex Zanardi (1997 und 1998) und Juan Pablo Montoya (1999) gewinnen konnte.
Ende 1999 gründete Nunn sein eigenes Team in der Champ-Car-Serie, Mo Nunn Racing, und setzte Tony Kanaan in einem Reynard-Mercedes ein. Das Team war, ähnlich wie Ensign in der Formel 1, unterfinanziert und blieb erfolglos. 2001 kam Alex Zanardi als zweiter Fahrer ins Team. Er hatte jedoch beim Rennen auf dem EuroSpeedway Lausitz einen schweren Unfall, bei dem er beide Beine verlor. 2002 setzte Nunn jeweils einen Wagen in der Champ-Car-Serie mit Kanaan und in der Indy Racing League mit Felipe Giaffone ein. Die Saison in der IRL verlief vielversprechender und im folgenden Jahr konzentrierte sich Nunn auf diese Serie. 2003 belegte der ehemalige Formel-1-Pilot Tora Takagi den zehnten Platz in der Meisterschaft. Die folgende Saison verlief weniger erfolgreich und war überschattet von einem Unfall Takagis in Motegi. Bei den Indy 500 im Jahr 2005 setzte Nunn letztmals einen eigenen Wagen ein. Zuletzt war er als technischer Berater bei Ganassi Racing tätig.

## Statistik

### Einzelergebnisse in der Sportwagen-Weltmeisterschaft
| Saison | Team              | Rennwagen  | 1   | 2   | 3   | 4   | 5   | 6   | 7   | 8   | 9   | 10  |
| ------ | ----------------- | ---------- | --- | --- | --- | --- | --- | --- | --- | --- | --- | --- |
| 1968   | Tech-Speed Racing | Chevron B8 | DAY | SEB | BRH | MON | TAR | NÜR | SPA | WAT | ZEL | LEM |
| 1968   | Tech-Speed Racing | Chevron B8 |     |     | 14  |     |     |     |     |     |     |     |